# ジョージ・ノース (第3代ギルフォード伯爵)
第3代ギルフォード伯爵ジョージ・オーガスタス・ノース（英語: George North, 3rd Earl of Guilford、1757年9月11日 - 1802年4月20日）は、イギリスの政治家、貴族。イギリス首相を務めたフレデリック・ノースは父にあたる。
父がギルフォード伯爵位を継承した1790年から自身が爵位を継承する1792年までノース卿（Lord North）の儀礼称号を用いた。

## 生涯
第2代ギルフォード伯爵フレデリック・ノースとアン・スピーク（Anne Speke、1741年-1797年）との長男として生まれた。1774年より1777年にかけてトリニティ・カレッジ(オックスフォード大学)に学んだ。
ジョージは1778年以降の選挙で庶民院議員に当選し続け、父のアメリカ独立戦争における政策を支持した。1792年に父が死去するとギルフォード伯爵位を継承し、貴族院に移った。
1792年7月、首相の小ピットからベンガル総督位を打診されたが断った。
2度結婚して娘3人を儲けたが息子はすべて夭折し、1802年に死去するとギルフォード伯爵は弟フランシスが継承、ノース男爵は保持者不在となる。1837年7月15日、貴族院はノース男爵位は最も長生きした娘に与えられると決議した。1835年にジョージアナが、1841年にマリアがそれぞれ死去すると決議に従ってスザンナが第10代ノース女男爵となった。

## 家族
1785年9月24日に第3代バッキンガムシャー伯爵の娘マリア・フランシス・メアリー・ホバート＝ハンプデンと結婚した。2人はマリアが1794年4月22日に死去するまで2男2女を儲けたが、成人したのは娘1人だけだった。
- フランシス・ノース（1786年7月）
- フレデリック・ノース（1790年9月）
- ジョージ・オーガスタス・ノース（1793年2月）
- マリア・ノース（1793年12月26日 - 1841年9月11日） - 1818年7月29日に第2代ビュート侯爵（英語版）と結婚

1796年2月28日、ロンドンの銀行家トマス・クーツの娘スザンナと結婚し、1男2女を儲け、うち2女が成人した。
- スザンナ・ノース（1797年2月16日 - 1884年3月5日） - 1835年11月18日に海軍大佐ジョン・シドニー・ドイル（英語版）と結婚
- ジョージアナ・ノース（1798年1月6日 - 1835年8月25日） - 未婚
- フレデリック・オーガスタス（1802年1月）